# Івник Іван Миколайович
Іван Миколайович Івник (по паспорту — рос. Николаев; 28 травня (10 червня) 1914, Сявалкаси Ядринського повіту, Казанська губернія (нині Вурнарський район, Чувашії) — 28 травня 1942 року, Чебоксари) — чуваський радянський поет, перекладач і фольклорист.

## Біографія
Із селян. Закінчив Чебоксарский педагогічний технікум. Пізніше навчався в Казанському університеті радянського права. Працював літературним співробітником газет «Колхоз ялавĕ», «Пионер сасси», відповідальним секретарем альманаху «Илемлĕ литература» (укр. «Художня література»), в Чуваському науково-дослідному інституті мови, літератури, історії та економіки при Раді Міністрів Чуваської АРСР (нині Чуваський державний інститут гуманітарних наук), в будинку народної творчості.
Дебютував, як поет-лірик в 1929 році.
Основна тема — краса рідного краю, колгоспна праця, молодість і любов. Поезії І. Івника притаманні романтична піднесеність, задушевність і пісенність, на них складено багато пісень.
Для дітей І. Івник видав цикли віршів «Теплий вітер» (1939), «Наше щастя» (1939) та інші.
Займався перекладами. Переклав чуваською мовою «Бахчисарайський фонтан» і «Кам'яного гостя» О. С. Пушкіна, «Мцирі» М. Ю. Лермонтова, поему «Сон», баладу «Тополя», поезії «Минають дні, минають ночі...» і «Думи мої, думи мої» Т. Г. Шевченка, вірші В. В. Маяковського, М. В. Ісаковського, Р. Бернза, С. Єсеніна, О. Хаяма, Г. Лонгфелло та інші твори, серед них: «Пире лайăх вĕренме» (В. Воробйов), «Тул çутăлать» (Ю. Самойлов), «Пурăнмашкăн пурнăç тулăх» (Г. Лисков), «Слово о полку Ігоревім» (у співавторстві з И. Тукташем, 1939), епос «Давид Сасунський».
Окремі твори Івника українською мовою переклали В. Юхимович, П. Сингаївський, А. Косматенко.